# 杨国中
杨国中（1963年10月—），男，汉族，四川邛崃人，中华人民共和国政治人物，现任中国共产党第二十届中央纪律检查委员会委员，中央纪委国家监委驻财政部纪检监察组组长，财政部党组成员。